# Мустафа Акшин
Мустафа Акшин (тур. Mustafa Akşin; 1931, Анкара — 30 вересня 2020, Стамбул) — турецький дипломат. Постійний представник Туреччини при Організації Об'єднаних Націй (1988—1993).

## Життєпис
Народився у 1931 році в Анкарі. Він закінчив Роберт-коледж та юридичний факультет університету Анкари.
З 1955 року на дипломатичній роботі в Міністерстві закордонних справ Туреччини, де виконував різні обов'язки. Був послом у Кенії (1977—1980), Сирії (1980—1982) і Югославії (1986—1988), Постійним представником Туреччини при Організації Об'єднаних Націй (1988—1993).
У 1983—1986 роках був заступником заступника міністра з економічних питань Міністерства закордонних справ.
У 1993 році був призначений консультантом Міністерства закордонних справ Туреччини.